# Eagleville (Missouri)
Eagleville è un villaggio degli Stati Uniti d'America, situato nello Stato del Missouri, nella contea di Harrison.